# 霍洛比爾 (肯塔基州)
霍洛比爾（英語：Hollow Bill）是位於美國肯塔基州洛根縣的一個非建制地區。

## 地理
霍洛比爾所處的海拔為高於海平面142米（即466英呎），而該地所採用的時區為UTC-6，即北美中部時區（CST）。同時該地設有夏令時間，為UTC-6調快一小時，即UTC-5（CDT）。